# Stazione di Nishi-Ōmiya

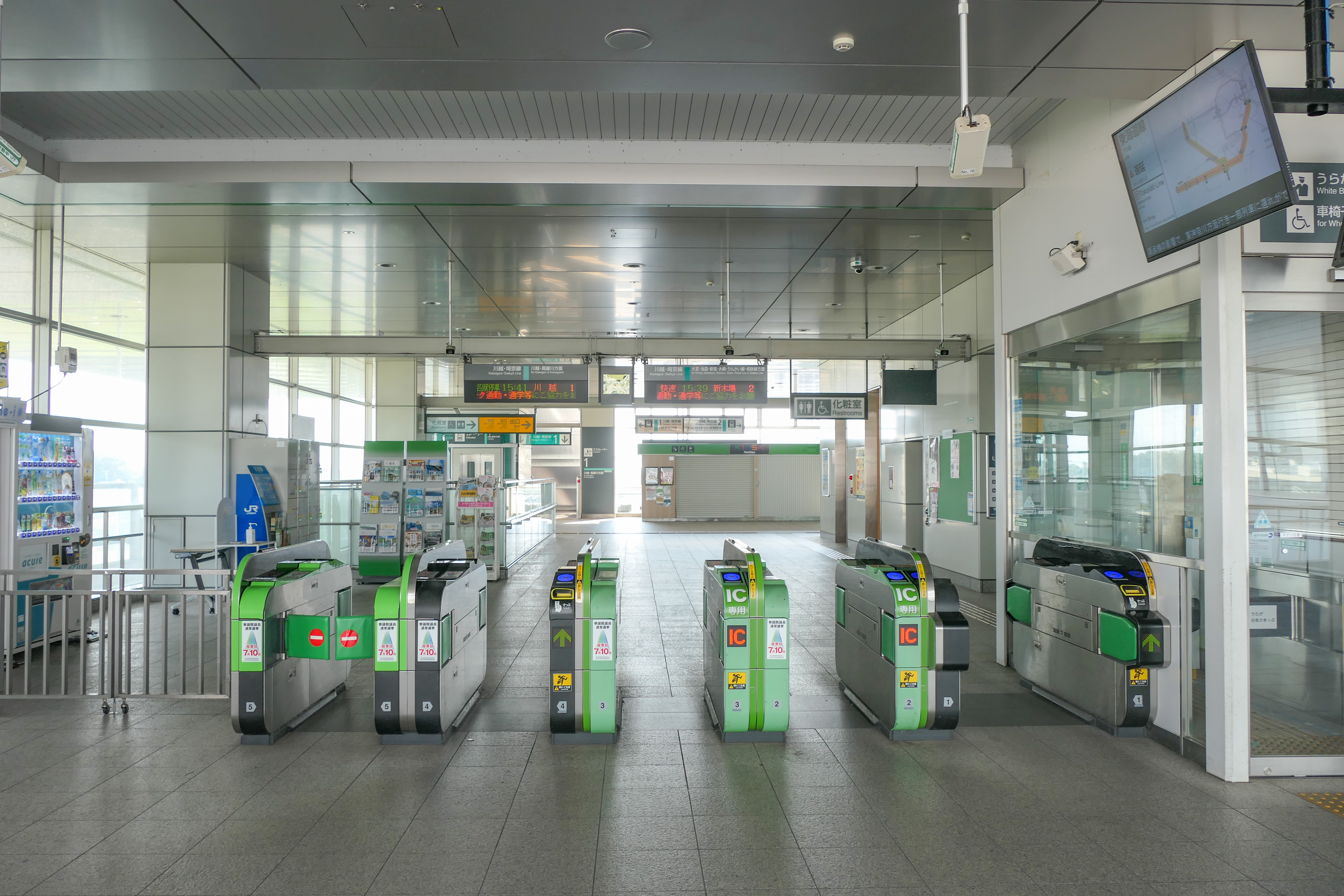
Vista dell'area tornelli

La stazione di Nishi-Ōmiya (西大宮駅?, Nishi-Ōmiya-eki) è una stazione ferroviaria situata nel quartiere di Nishi-ku, nella città di Saitama, capoluogo dell'omonima prefettura giapponese. La stazione è servita dalla linea Kawagoe della JR East e dista a 6,3 km dal capolinea di Ōmiya a Saitama.

## Storia
La stazione, la più recente realizzata su questa linea, è stata aperta il 14 marzo 2009, dopo circa 3 anni di lavori, iniziati nel 2006.

## Strutture e impianti
La stazione è costituita da un moderno fabbricato viaggiatori con ampie superfici vetrate sospeso sul piano binari, ed è dotata di due banchine laterali con due binari passanti totali; sono presenti ascensori, scale mobili, biglietteria automatica e tornelli con supporto alla bigliettazione elettronica Suica e compatibili.
| 1 | ■ Linea Kawagoe | per Kawagoe e Komagawa                                                 |
| 2 | ■ Linea Kawagoe | per Ōmiya, Ikebukuro, Shinjuku, Ōsaki e, via ■ linea Rinkai, Shin-Kiba |

## Movimento
Presso la stazione passano tutti i treni, inclusi quelli diretti verso la linea Rinkai nella parte meridionale di Tokyo, diretti a Shin-Kiba. La frequenza è di un treno ogni 20 minuti circa durante il giorno, e scende a un treno ogni 7 minuti durante le ore di punta.
| «                    | Servizio             | »                    |
| Linea Kawagoe-Saikyō | Linea Kawagoe-Saikyō | Linea Kawagoe-Saikyō |
| -------------------- | -------------------- | -------------------- |
| Nisshin              | Tutti i treni        | Sashiōgi             |

## Servizi
Il fabbricato viaggiatori è dotato dei seguenti servizi:
- Sala d'attesa
- Biglietteria presenziata
- Ascensori
- Scale mobili
- Servizi igienici (all'interno dell'area tornelli)

## Interscambi
- Fermata autobus (piazzale nord)